# 晋昌郡 (北魏)
晉昌郡，中国东晋南北朝时设置的郡。
北魏正始二年（501年），治龙亭县（今陕西洋县东龙亭镇），下辖龙亭县、兴势县、南城县。辖境约当今陕西省洋县一带。属梁州。西魏废帝三年（554年）改为傥城郡。隋朝开皇三年（583年）隋文帝废傥城郡，属县龙亭县、兴势县直属梁州。